# البعلة (الرجم)

تعديل مصدري - تعديل

البعلة هي إحدى قرى عزلة الذاري بمديرية الرجم التابعة لمحافظة المحويت، بلغ تعداد سكانها 468 نسمة حسب تعداد اليمن لعام 2004.